# Корлинген
Корлинген (нем. Korlingen) — община в Германии, в земле Рейнланд-Пфальц. 
Входит в состав района Трир-Саарбург. Подчиняется управлению Рувер.  Население составляет 778 человек (на 31 декабря 2010 года). Занимает площадь 2,08 км².